# Кльонова-Воля
Кльонова-Воля (пол. Klonowa Wola) — село в Польщі, у гміні Варка Груєцького повіту Мазовецького воєводства.
Населення — 139 осіб (2011).
У 1975-1998 роках село належало до Радомського воєводства.

## Демографія
Демографічна структура станом на 31 березня 2011 року:
|          | Загалом | Допрацездатний вік | Працездатний вік | Постпрацездатний вік |
| -------- | ------- | ------------------ | ---------------- | -------------------- |
| Чоловіки | 66      | 12                 | 43               | 11                   |
| Жінки    | 73      | 20                 | 37               | 16                   |
| Разом    | 139     | 32                 | 80               | 27                   |